# سنة المجاعة العالمية
سنة المجاعة العالمية WHY (يعرف سابقاً بسنة المجاعة العالمي أو WHY) هي مؤسسة غير ربحية 501 منظمة مسجلة تعمل من أجل القضاء على المجاعة والفقر عن طريق ربط الأشخاص بالغذاء المفيد وبأسعار معقولة وعن طريق دعم الحلول الشعبية التي تلهم الاعتماد على الذات والتمكين. تعتمد المنظمة على الأعتقاد بأن الحلول والابتكارات غالباً ماوجدت في الشعبية ومن ثم تعمل مع أكثر من 8000 مجموعة مجتمعية عبر العالم. تساعد هذه المجموعات الأشخاص لمساعدة انفسهم من خلال إنتاج الغذاء وبرامج التدريب المهني وتعليم التغذية والتنمية الأقتصادية المجتمعية وورش عمل الرعاية الصحية وبرامج الشباب وتنمية المهارات القيادية وأكثر.

## التاريخ
أسست في سبتمبر عام 1975 من قبل الموسيقار الراحل هاري تشابين وبيل ايريس المدير التنفيذي الحالي ومذيع راديو، فقد بدأت سنة المجاعة العالمية كالتزام بين صديقين وحازت على الجائزة العالمية الغير ربحية. بعد وفاة هاري تشابين عام 1981 عملت العائلة والأصدقاء والمعجبين والمجتمع الموسيقي على ان تكون ضمان رؤية WHY باقية.
فاليوم مازالت WHY تركز على العديد من المبادئ الأساسية: العمل سوياً لمكافحة الأسباب الجذرية للجوع والفقر والظلم، ودعم الحلول الشعبية والاعتماد على الذات.

## البرامج
تعمل برامج WHY مع منظمات مجتمعية لبناء القدرات ومضاعفة الموارد ومشاركة القصص وتطوير العلاقات لخلق نظام غذائي يوفر الوصول الشامل لغذاء مغذٍ وبأسعار معقولة.

### الفنانون تجاه الجوع والفقر
يتطوع برنامج الفنانين على آدائهم لجمع الأموال والتوعية للمنظمات الشعبية لمكافحة الجوع والفقر حول العالم، وتؤمن WhyHunger بأن الموسيقى والفنون وسيلة مهمة لإحداث تغيير في العالم، فقد جمع بروس سبرينقتين عضو مؤسس الفنانون ضد الجوع والفقر، الأموال والتوعية لـ WhyHunger وشركائهم على القاعدة الشعبية في الـ 20 السنة الماضية.
وتشمل جاكسون براون وبراندي كارليل وكارلوس سانتانا ومجموعة O.A.R. وجين تشابين وهم قلة من العديد من الفنانين الذين قد انضموا لمكافحة الجوع،
```
بالإضافة إلى الطاهي المشهور ومؤلف كتاب الطبخ وصاحب المطعم ونجم قناة الطبخ آرون سانشيز سجل كأول سفير طاهٍ لـ WhyHunger, وسيشارك في الأحداث الرائدة لزيادة التوعية والأموال من اجل عمل الـ WhyHunger لمكافحة الأسباب الجذرية للجوع والفقر.
```

### الحركات العالمية
يعمل برنامج الحركات العالمية من خلال شبكات المجتمع المدني الدولية والأمريكية لربط العمل المنزلي التابع لـ WhyHunger على الجوع والفقر بالحركات العالمية للسيادة الغذائية والحقوق الأساسية للغذاء واليابسة والماء وسبل العيش المستدامة لجميع الناس.

### شبكة العمل الشعبية
تزود شبكة العمل الشعبية خدمات بناء القدرات والتوجيه وفرص التدريب والمساعدة التقنية لتغيير المجتمعات والقضاء على الجوع والفقر. بشبكة مكونة من أكثر من 8000 منظمة شعبية، وتشارك WhyHunger بابتكاراتهم وتعبئة الموارد وربطهم لبعضهم البعض من اجل دعم عملهم لبناء مجتمعات محلية مستدامة وأكثر صحة، والتي تنمي انظمة الغذاء المحلي وتعزيز الاقتصادات المحلية.

### الخط الساخن لـ WhyHunger
تقوم WhyHunger بتجميع وتوزيع المعلومات المتعلقة بالبرامج التي تعالج الاحتياجات الملحّة وطويلة الأمد للأفراد والعوائل التي تعاني. يشير الخط الساخن الوطني (1.800.5HUNGRY أو 1.800.548.6479) للمحتاجين للمساعدة الغذائية الطارئة إلى مخازن الأغذية والبرامج الحكومية ونموذج المنظمات الشعبية التي تعمل على تحسين الحصول على الصحة والطعام المغذي وتعزيز الأعتماد على الذات.

## آخر الإنجازات / الحملات

### مركز تعليم الأمن الغذائي
مركز تعليم الأمن الغذائي هو مركز لتبادل المعلومات على شبكة الأنترنت، تشمل مواضيع عن الأمن الغذائي للمجتمع، والتغذية، وبرامج الغذاء الإتحادي، والنظام الغذائي والعرقي، والعلاقة بين التغيير المناخي والإنتاج الغذائي والكثير. ويتضمن هذا الموقع على البحوث والسياسة وبيانات البرنامج النموذجي والمقالات وروابط وطرق للمشاركة.

### الهنقرثون Hungerthon
Hungerthon هي أكبر حملة سنوية لـWhyHunger والتي تتميز بجمع الأموال من الحفلات الموسيقية والمناسبات وراديوثون الوطنية، وتعمل مع راديو الأقمار الصناعية سيريوسم ومحطات اذاعة مدينة نيويورك: WCBS Newsradio 880 و Sports Radio 66 WFAN-AMو 101.9 WFAN-FM و 1010 WINS و 101.1 WCBS-FM و 92.3 NOW و 102.7 Fresh FM و WOR 710 و Q104.3 FM و Z100 و 103.5 KTU و Power 105.1 و 106.7 Lite FM و 1280 AM WADO ودعم من NewsTalkRadio 77 و 95.5 WPLJ و NASH FM 94.7 و 90.7 WFUV والكثير من المحطات الإقليمية الأخرى. فتجني المنظمة الملايين من الدولارات لمكافحة الجوع والفقر من خلال Hungerthon كل سنة.

### تخيل لا وجود للفقر
تخيل لا وجود للفقر هي حملة عالمية مستوحاة من رؤية جون لينون العالم يعيش في سلام وخالِ من المجاعة، تعمل الحملة مع هارد روك العالمية ويوكو أونو لينون لمساعدة الأطفال في جميع انحاء العالم على ادراك قوتهم لتغيير حياتهم. ومن خلال هذه حملة تأمل WhyHunger ان تلهم الأطفال للمشاركة بأنفسهم وعائلتهم كمشاركين نشِطين في زراعة المحاصيل الغذائية في حديقة مدرستهم، وانشاء مزارع مجتمعية وتنمية سبل الإنتاج الزراعية الأكيولوجية المستدامة. يضمن WhyHunger ان الأطفال لديهم امكانية الوصول الدائم للأغذية خلال المدى الطويل والحلول المستدامة التي تعيد بناء الأغذية المحلية والمزارع الاقتصادية، وايضاً من خلال هذه الحملة قد تم زيادة أكثر من 5.6 مليون $ لمكافحة مجاعة الأطفال، وتم تزويد أكثر من 7.2 مليون وجبة للأطفال المحتاجين من 22 دولة حول العالم. في كل سنة تبرز الحملة في نوفمبر وديسمبر، بجمع الأموال وزيادة الوعي من خلال مناسبات المشاهير، وبيع توقيع جون لينون "Imagine" بضاعةً لملكيات هارد روك في ارجاء العالم، وعن طريق الإنترنت مرتبطة بهاشتاق #ImagineNoHunger.